# The Principle of Moments
The Principle of Moments — второй сольный студийный альбом вокалиста группы Led Zeppelin Роберта Планта, вышедший в 1983 году. Диск попал в Топ-10 в США и Великобритании. Альбом включает в себя первый сольный хит Планта, попавший в Top 40 — «Big Log». Самым популярным треком на AOR-радио в США был «Other Arms», который достиг первой позиции в чарте Top Tracks журнала Billboard. Барабанщик Genesis Фил Коллинз играл в шести из восьми песен альбома (как и в Pictures at Eleven). В остальных двух треках играл бывший барабанщик Jethro Tull Бэримор Барлоу.
Как и в первом сольным альбоме Планта, Pictures at Eleven, песни отличаются по стилю от хард-рока, исполнявшегося Led Zeppelin. После успеха альбома в 1983 году Плант отправился в успешный тур. В этом туре барабанщиком в группе Планта был Фил Коллинз. Коллинз выступал как член аккомпанирующего состава, несмотря на то, что в то время имел большой успех как сольный исполнитель. В австралазийской части тура барабанщиком был Литл Фитс Ричи Хайвард.
Rhino Entertainment выпустил ремастированное издание альбома с бонусными треками 3 апреля 2007 года.

## Музыкальные видео
Музыкальное видео на композицию «Big Log» было снято в следующих местах: Кристал Роад, Кристал, Невада (эпизод на заправочной станции), Дом Оперы в Амаргосе, Дэт Вэлли Джанкшен, Калифорния (эпизод поездки), Calico School House (Калико Гост), Ермо, Калифорния (эпизод в школе), гостиница Glass Pool, Лас-Вегас, Невада (эпизод в бассейне). Считается, что эпизод в баре был снят в маленьком баре в Шошоне, Калифорния (сейчас the Crow Bar Cafe & Saloon), но эта информация не подтверждена.
Также было снято видео «In The Mood». 

## Список композиций

### Сторона один
1. «Other Arms» (Роберт Плант, Робби Блант) — 4:20
2. «In the Mood» (Плант, Блант, Пол Мартинес) — 5:19
3. «Messin' with the Mekon» (Плант, Блант, Мартинес) — 4:40
4. «Wreckless Love» (Плант, Блант) — 5:18

### Сторона два
1. «Thru' with the Two Step» (Плант, Блант, Мартинес) — 5:33
2. «Horizontal Departure» (Плант, Блант, Мартинес, Джезз Вудрофф) — 4:19
3. «Stranger Here… Than Over There» (Плант, Блант, Мартинес, Вудрофф) — 4:18
4. «Big Log» (Плант, Блант, Вудрофф) — 5:03

### Бонусные треки ремастированного издания 2007 года
- «In the Mood» (записан вживую) — 7:35
- «Thru' with the Two Step» (записан вживую) — 11:11
- «Lively Up Yourself» (записан вживую) (Боб Марли) — 3:04
- «Turnaround» (Плант, Блант, Мартинес, Вудрофф) — 4:55
- «Far Post» (Плант, Блант, Мартинес, Вудрофф) — 4:42

## Участники записи
- Роберт Плант — вокал
- Робби Блант — гитары
- Пол Мартинес — бас
- Джез Вудрофф- клавишные
- Фил Коллинз — ударные в 1-3, 5-6, 8 треках и во всех бонусных треках переиздания 2007 года
- Бэримор Барлоу — ударные в 4 и 7 треках
- Джон Дэвид — бэк-вокал
- Рей Мартинес — бэк-вокал
- Боб Майо — гитары, клавишные, бэк-вокал в 9-11 треках (переиздание 2007 года)

## Чарты
Альбом
| Год  | Чарт             | Позиция |
| ---- | ---------------- | ------- |
| 1983 | UK Albums Chart  | 7       |
| 1983 | US Billboard 200 | 8       |

Синглы и альбомные треки
| Год  | Название               | Чарт                    | Позиция |
| ---- | ---------------------- | ----------------------- | ------- |
| 1983 | «Big Log»              | UK Singles Chart        | 11      |
| 1983 | «Big Log»              | US Billboard Hot 100    | 20      |
| 1983 | «In the Mood»          | US Billboard Hot 100    | 39      |
| 1983 | «Other Arms»           | US Billboard Top Tracks | 1       |
| 1983 | «Big Log»              | US Billboard Top Tracks | 6       |
| 1983 | «In the Mood»          | US Billboard Top Tracks | 4       |
| 1983 | «Horizontal Departure» | US Billboard Top Tracks | 44      |